# Percepción selectiva
La percepción selectiva es un tipo de sesgo cognitivo que se da en el proceso de percepción cuando el sujeto, en función de sus expectativas, selecciona un objeto de atención y desatiende la parte restante de la información.

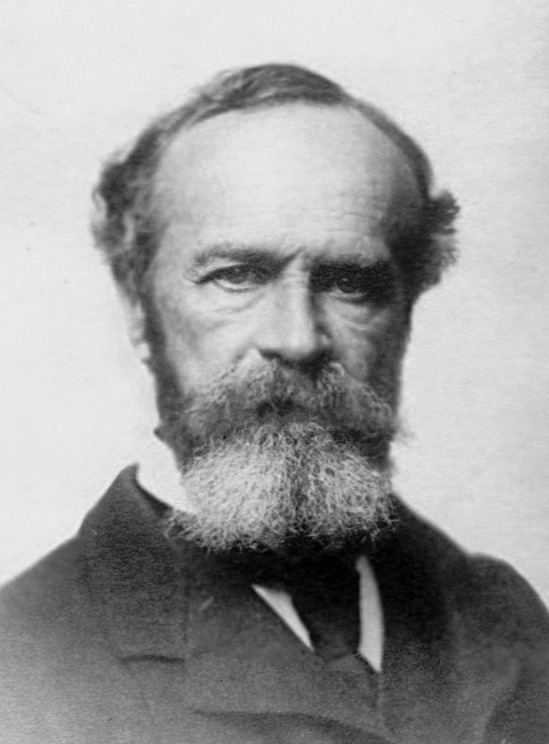
William James

La función de la percepción selectiva para el propio sujeto reside en evitar un desbordamiento en el sistema cognitivo debido a la cantidad y diversidad de la información que recibe. Esto muestra que la percepción selectiva tiene una doble utilidad, ya que filtra la información importante para el sujeto y además elimina la información excesiva e innecesaria para la persona que la recibe. Esta doble función ya fue promovida por el psicólogo William James en el año 1890.

## Estudios sobre los efectos de la percepción selectiva en los individuos
Según explica Klapper en “Los efectos de la comunicación de masas” en 1960, los espectadores o el público general no son sujetos pasivos ante la publicidad o los mensajes que buscan orientar el comportamiento de los individuos, sino que estos mensajes actúan como reforzadores de pensamientos o convicciones preestablecidas en los sujetos que los perciben, aunque también pueden ser potenciadores de intereses venidos de su rutina como los elementos de su entorno que interactúen con él de forma continuada, por ejemplo familiares o amigos. Esto significa que estos estímulos sólo son eficaces si los sujetos están previamente interesados en su contenido, por lo que el estudio muestra cómo la percepción selectiva actúa en los sujetos, debido a que ante la avalancha de mensajes recibidos, les condicionan o muestran interés por los que están orientados hacia sus creencias, convicciones o entorno.
Además de los estímulos percibidos gracias a los intereses propios, los sujetos también perciben mensajes debido a lo que esperan del mismo mensaje. Por ejemplo si alguien entra en una tienda en busca de un refresco, será más sumiso a la publicidad sobre bebidas que exista en la tienda que a la de cualquier otro producto. Por otra parte, los sujetos también son más receptivos ante mensajes que se salgan de lo normal, por ejemplo, una persona percibirá mejor un descuento del 80% que uno del 10%, ya que inconscientemente considera el segundo descuento como algo bastante probable.
En un estudio relacionado con el efecto hostil en los medios, los espectadores vieron una grabación de un partido de fútbol americano particularmente violento entre Universidad de Princeton y Dartmouth. Los aficionados de Princeton registraron haber visto el doble de infracciones cometidas por el equipo de Dartmouth que las que vieron los seguidores de Dartmouth. Un alumno de Dartmouth no observó ninguna infracción cometida por su equipo y erróneamente asumió que sólo le habían enviado parte de la grabación, pidiendo que le enviaran el resto.

## Modelos de percepción selectiva visual
En lo relativo a la percepción selectiva visual podemos encontrar los modelos de Posner (1987) y de LaBerge (1995). Ambos autores identifican que la percepción de un mensaje no se realiza mediante una única acción, sino que sigue un proceso.
El modelo de Posner diferencia tres etapas en la percepción visual del mensaje.

1. Cambio atencional u orientación: Captar la atención del sujeto y desviarla hacia la fuente del mensaje.
2. Enganche atencional: Momento en el que el sujeto empieza a procesar la nueva información.
3. Desenganche atencional: Fin de la percepción de este mensaje y cambio hacia otros estímulos.

El modelo de LaBerge también diferencia tres etapas complementarias con el modelo anterior:

1. Selección: Momento en el que el sujeto selecciona este mensaje para percibirlo.
2. Preparación: La acción de prestar atención a este estímulo.
3. Mantenimiento: El tiempo que el sujeto dedica de forma continuada a la perceptividad de dicho mensaje.

## Percepción selectiva en las organizaciones
Dearborn & Simon demostraron en un estudio sobre la percepción selectiva en ejecutivos que a un sujeto cuando se le presenta un estímulo complejo percibirá lo que está realmente preparado para percibir. Por tanto dicho sujeto percibirá mejor lo que haya experimentado previamente que lo nuevo que se le presenta en el estímulo. Para el estudio, se seleccionaron ejecutivos de similar estatus que operaban en distintos departamentos de una misma empresa y se les presentó un caso relacionado con su empresa en el cual aparecía un problema que tenía libre interpretación para el lector. El resultado fue que cada ejecutivo percibió aquellos aspectos relacionados específicamente con las actividades y objetivos de su departamento, en lugar de usar un punto de vista amplio de la empresa, por lo que se llegó a la conclusión de que los criterios de selección que usaron los ejecutivos fueron internos.
Por otra parte, se puede identificar la percepción selectiva como un elemento que actúa sobre la dirección de las organizaciones, más concretamente, en la relación que existe entre un gerente y un subordinado.
Ricky W. Griffin presenta dos ejemplos sobre cómo puede afectar la percepción selectiva en esta situación. En el primero, se supone que un gerente tiene una preferencia excepcional por un trabajador en particular. El gerente tiene una actitud muy positiva hacia el trabajador y piensa que éste realiza el mejor desempeño entre sus compañeros. Este pensamiento preestablecido puede hacer que el día que el trabajador parece estar perdiendo el tiempo, el mismo gerente no lo considere de igual forma que con el resto de empleados. La percepción selectiva puede hacer que el gerente se olvide rápidamente de lo que observó con el fin de mantener sus creencias.
En el caso contrario, un gerente se ha formado una imagen muy negativa de un trabajador en particular por lo que tiene la creencia de que su trabajo es deficiente. Cuando el gerente observe un alto rendimiento en el trabajador, debido a la percepción selectiva no lo recordará durante mucho tiempo, por lo que se producirá un error en la evaluación.
En un sentido, la percepción selectiva es beneficiosa porque permite hacer caso omiso de la información de menor importancia. Pero si la percepción selectiva hace que ignoremos información importante  puede llegar a ser muy perjudicial para la correcta administración de una empresa.